# عبد مناف (اسم)
عبد مناف هو اسم يرتبط باسم الإله مناف وهو اسم من حقبة ما قبل الإسلام
أسماء عبد مناف
- عبد مناف بن قصي
- نوفل بن عبد مناف
- وهب بن عبد مناف
- المطلب بن عبد مناف
- هاشم بن عبد مناف
- عبد شمس بن عبد مناف
- أمية بن عبد شمس

## انظر ايضاً
- عبد الرحمن (اسم)
- عبد الكريم (اسم)